# Miguel Ballícora
Miguel Ballícora (Buenos Aires, 1936 - Olivos, 20 de junio de 2021) fue un basquetbolista argentino. Desarrolló toda su carrera en el club River Plate, jugando también en varias ocasiones el Campeonato Argentino de Básquet con la selección de Capital Federal. Integró además la selección de básquetbol de Argentina. 

## Trayectoria
Ballícora hizo toda su carrera como jugador en River Plate, debutando con el equipo superior de la institución en 1953 y retirándose del mismo en 1971. Se desempeñó como capitán en 14 de las 19 temporadas que compitió allí. Por su altura, jugaba habitualmente en la posición de ala-pívot, aunque a veces también actuaba como pívot o como alero.
En 1955 su nombre quedó incluido en la lista negra antiperonista, debido a que Ballícora había militado en la Unión de Estudiantes Secundarios y había formado parte del equipo de básquetbol de exhibición de la organización. Además había conversado en más de una ocasión con Juan Domingo Perón y hasta había recibido regalos de la Fundación Eva Perón. Por ello, por violar el estatuto del amateur de FIBA y por estar vinculado al régimen depuesto, lo suspendieron de la práctica del básquetbol competitivo de por vida, pero la sanción jamás se aplicó y Ballícora siguió jugando. 
Disputó varias ediciones del Campeonato Argentino de Básquet con la selección de Capital Federal, siendo parte del grupo que consiguió el título en 1958 y 1964. 
Jugó con la selección universitaria de Argentina en 1959. Con la selección mayor disputó varios torneos, entre ellos el Campeonato Sudamericano de Baloncesto de 1963 y el de 1966, el cual fue conquistado por su equipo.
Al retirarse se desempeñó como entrenador de básquetbol en clubes bonaerenses como 17 de Agosto (1972), Deportivo San Andrés (1973) y Teléfonos (1974 y 1975). Luego fue director de la Comisión de Ajedrez de River Plate, siendo uno de los organizadores de la Olimpíada de Ajedrez de 1978. 
Su hijo, Miguel Ángel Ballícora, fue jugador de ajedrez, y su sobrino, Nicolás Ballícora, jugó al básquetbol de manera competitiva. 